# Галка (фабрика)
«Галка Лтд» (Galca Ltd) — кавова фабрика, розташована у Львові, один з найбільших виробників кави та напоїв на основі цикорію, злаків та какао в Україні.

## Історія
Львівська кавова фабрика розпочала своє існування у грудні 1932 року як «Львівська кооперативна фабрика домішок до кави „Суспільний промисл“». Вона була заснована українськими приватними службовцями за сприяння міського товариства «Супруга» та розміщувалася в будинку філії «Просвіти» за адресою вул. Богданівка, 30.
Фабрика домішок до кави стала однією з перших ластівок розбудови тогочасного суспільного промислу і торгівлі. Уже незабаром на полицях багатьох крамниць з'явилася її перша продукція: цикорій «Луна», підмінка кави «Пражінь» і солодова кава «Луна». Напої сподобались споживачеві своєю «видайністю, смаком, ароматом» та помірними цінами.
«Кожний український громадянин слідкує із зацікавленням та радістю за розвоєм нашого промислу й торгівлі», — так писала про новини господарського життя краю львівська щоденна газета «Новий світ» у січні 1934 року. За один рік від дня заснування «Суспільний промисл» вже продукував цикорій з власної сировини, котру постачали з приміських сіл. І хоча управа фабрики тоді ще користувалася найманими сушарками в Судовій Вишні, та в планах фундаторів уже було запроектоване будівництво власної сушарні.

### Міжвоєнний маркетинг
Дбаючи про добробут збіднілих українських родин та просуваючи свою продукцію до споживача, управа кооперативної фабрики запроваджувала нові, різноманітні заходи для вивчення попиту на той чи інший вид товару, вдавалася до анкетування та широкої реклами. Історичний календар «Червоної калини», що видавався у Львові в 30-х роках, постійно вміщував на своїх сторінках роз'яснювальні статті та заклики «Суспільного промислу» споживати українські «знамениті вироби: цикорію „Луна“, підмінку кави „Пражінь“ і солодову каву „Луна“, які кожна кооператива має на своїм складі».
«Свій до свого по своє» — це одне з найдавніших та найсвідоміших галицьких гасел в підтримку українського виробника також віднайшло своє продовження і на сторінках старих «Календариків» середини 1930-х років, котрі друкувала львівська кооперативна фабрика «Суспільний промисл», чим започаткувала добру традицію популяризації своєї продукції.

### Після Другої світової війни

Пам'ятник Кульчицькому у Львові

Після війни, поступово, завдяки своїм традиціям та досвіду працівників підприємство стало на ноги. Встановлення у 1971 році на державному підприємстві «Львівська кавова фабрика» обладнання фірми «Niro Atomizer» для виготовлення розчинної кави, дозволило ефективно поєднати багаторічний досвід виробництва кавових продуктів з тоді сучасними технологіями переробки натуральної кави. З того часу Львівська кава стала відомою та жаданою.

### Після відновлення української незалежності
Після здобуття Україною незалежності у 1993 році Львівська кавова фабрика стала акціонерним товариством закритого типу — ЗАТ «Галка», яке невдовзі у 1994 році утворило спільне підприємство «ГАЛКА Лтд.» з фірмою E.D.&F.Man Coffee Limited — одним з найбільших виробників кави Європи.
З метою розширення виробництва та виходу на ринок Європи СП «Галка Лтд» у 2015 році придбала Лієпайську кавову фабрику (Латвія), де відновила виробництво розчинної кави, впровадила виробництво кави меленої та напоїв на основі цикорію.
За сприяння кавової фабрики «Галка» 22 жовтня 2013 року у Львові було відкрито пам'ятник Юрію-Францу Кульчицькому, львів'янину, що познайомив Україну та Європу із кавою.

## Сучасність
Сьогодні спільне українсько-англійське підприємство «Галка Лтд» є не тільки провідним потужним сучасним підприємством, де застосовують новітні технології, але й виробництвом з принциповими позиціями щодо збереження натуральності та екологічності сировини, на основі якої випускається високоякісна готова продукція. На підприємстві функціонують дві міжнародні системи — система якісного менеджменту ISO 9001 та система безпеки харчових продуктів ISO 22000.
Зерна арабіки та робусти експортують з усього світу, зокрема із Ефіопії, Уганди, Кенії, Камеруну, В'єтнаму, Індії, Індонезії, Мексики, Коста-Рики, Колумбії, Бразилії, Гватемали, Гондурасу, Нікарагуа та багатьох інших.
Продукція кавової фабрики «Галка» отримала чимало міжнародних нагород за високу якість продукції. Зокрема діяльність компанії та її продукція дістали найвищі оцінки на конкурсах у Женеві (в 1996 та 2003 роках), у Парижі (1997 рік), Мадриді (1998 рік), Нью-Йорку (1999 рік), Брюсселі та Москві (2000 рік). Кава натуральна розчинна та кава мелена «Ґердан» нагороджені дипломами на Всеукраїнському конкурсі «100 найкращих товарів України — 2005 рік». «Галка Лтд» визнано переможцем у номінації «Продовольчі товари» за підсумками проведеного Всеукраїнського конкурсу якості «100 кращих товарів України» 2008 року, організатором якого є Держспоживстандарт України. У 2006 році «Галка» отримала статус «Виробника кращих вітчизняних товарів» та особливу відзнаку — «Золотий символ конкурсу».
Виробничі потужності та центральний офіс компанії «Галка» розташований за адресою: 79019, м. Львів, вул. Заповітна, 1.